# Thunderbirds 2086
Thunderbirds 2086 (яп. 科学救助隊テクノボイジャー Кагаку Кюдзё Тай Тэкунобойдя) — японский аниме-сериал, выпущенный студией Jin Productions. Транслировался по телеканалу Fuji TV с 17 апреля по 11 сентября 1982 года. Всего было выпущено 24 серии аниме. В дублированное на английский язык аниме было добавлено звуковое сопровождения из старых британских сериалов: Stingray, Thunderbirds, Captain Scarlet and the Mysterons, Joe 90, UFO и Space:1999. Сериал также был дублирован на испанском и итальянском языках.

## Сюжет
Действие происходит в 2086 году. Сюжет концентрируется на приключениях спасательной команды «Техновояджер». В отличие от британского оригинала, где члены команды являются небольшой семьёй, в аниме это огромная международная организация, располагающая многочисленными филиалами. Команда в основном должна помогать пострадавшим в результате техногенной катастрофы или в лучшем случае предотвратить её.

## Роли озвучивали
- Хироко Маруяма — Пауль
- Дзюньити Такэока — Хидака Райдзи
- Кэй Томияма — Ерик Джоанс
- Киёси Кобаяси — Геральд Симпсон
- Манами Ито — Катарина Хайвард
- Рюсэй Накао — Самми Ердкинс
- Такамаса Накао — Самми Ердкинс
- Такэси Аоно — Гран Хансен
- Юко Марияма — Пауль